# Auguste Martin (industriel)
Pour les articles homonymes, voir Auguste Martin et Martin.
Auguste Maximilien Martin, né le 4 août 1826 à Paris et mort le 25 février 1900 à Saint-Denis (ancien département de la Seine), est un industriel français, chimiste-verrier et maître-mosaïste, cofondateur (avec Honoré Victor Guilbert) de l’Atelier Guilbert-Martin qui a joué un rôle prépondérant dans la renaissance et le développement de l’art mosaïque en France dans la seconde moitié du XIXe siècle.
L'usine a laissé d'importants témoignages de sa production à Paris, dans plusieurs villes de province et à l'étranger. Des édifices civils et religieux conservent aujourd'hui encore des ouvrages réalisés par ses ateliers.

## Biographie
Il naît le 4 août 1826, 63 rue Saint-Dominique (Gros-Caillou) dans l'ancien 10e arrondissement, aujourd'hui dans le 7e arrondissement de Paris.
Ses parents sont Joseph Toussaint Martin (1792-1840) et Marie Jeanne Marthe née Renet (1787-1877). Après sa thèse de médecine passée en 1816, son père entre au service de l’armée napoléonienne comme aide-chirurgien. Il démissionne en 1820 pour partir en Russie exercer son métier au service de la cour, sous le règne de l'empereur Nicolas Ier. Il y passe sa thèse russe et est à Odessa de 1828 à 1838. Il sera décoré de la croix de Saint-Vladimir à la suite d'épidémies de choléra. De retour à Paris après 1838, il devient médecin à l'Hôtel des Invalides.
Sa mère, alors devenue veuve, suit les traces de son mari en ouvrant une maison de convalescence en 1840 à Grenelle, la première dans ce secteur, au numéro 8 de la rue Letellier, avec la pleine certitude de pouvoir être utile. Des maisons de santé et maisons de convalescence sont à cette époque régulièrement ouvertes pour faciliter la prise en charge des malades parisiens envoyés par leur médecin pour achever leur guérison. Sa situation est tout à fait heureuse dans un quartier encore préservé du bruit et de la pollution de Paris, proche de ses plus beaux quartiers séparés seulement par les Champs-Élysées et le Champ-de-Mars, à portée du Bois de Boulogne, par Auteuil et le pont de Grenelle, et à courte distance des coteaux de Meudon. Madame Martin puisera dans une longue pratique, acquise sous la direction éclairée de son mari, toutes les connaissances nécessaires à ce genre d’établissement.
Auguste passe donc son enfance à Odessa avant de rentrer à Paris avec ses parents en 1838. Il a deux sœurs, Marie Stéphanie Léontine Martin (1814-1849), et Louise Alexandrine Désirée Martin (1822-1915). Cette dernière épouse en 1847 Louis Yves Huberty Husquin de Rhéville.
De 1846 à 1849, il étudie à la maison en suivant des cours privés (rhétorique, philosophie, mathématiques, physique) avec Honoré Victor Guilbert (1803-1874) qui deviendra son beau-père et associé en affaires quelques années plus tard. Il passe son baccalauréat en août 1849 auprès de la faculté des lettres de Paris (Université de France).
Il épouse Élisabeth Caroline Adélaïde Guilbert (1828-1875) fille aînée d’Honoré, le 8 septembre 1849 à Paris en l’église Notre-Dame-des-Blancs-Manteaux. De cette union naissent trois enfants : Charles Auguste Toussaint Martin (1850 – 1882) qui épouse Marie Jeanne Augustine Chassevent en 1873 ; Jeanne Marie Berthe Martin (1853 – 1931) qui épouse Henri Marie Baldini en 1876 et Marguerite Martin (1861 – 1905) qui épouse Auguste Abel Naline en 1881. Lui donnant ainsi une nombreuse descendance jusqu'à nos jours.
Dès 1846, il se cherche une situation et fait une demande pour être piqueur auxiliaire du Pavé de Paris qui dépend des Ponts et Chaussées. Il demande également à retourner en Russie sous les ordres d’un général à qui l’a recommandé une certaine Madame Marigny.
En 1847, il prête serment au service municipal et fait l’année suivante une demande pour un emploi de géomètre dans la colonisation de l’Algérie (Ministère de la Guerre). En 1851, il passe le concours pour l’emploi de conducteur auxiliaire des ponts et chaussées et en octobre de la même année, il est nommé piqueur de 1re classe.
Auguste vit alors avec femme et enfants chez Honoré Guilbert à Grenelle où se trouve une fabrique d’émaux qui deviendra en 1859 la propriété d'un ami (témoin de mariage et parrain de sa fille Caroline) de ce dernier, Jean-Baptiste Vigier.
C’est à partir de 1855 qu'avec Honoré Guilbert, il réalise ses premiers essais de fabrication d’émaux pour devenir maître-verrier en 1860 et reprendre en formant une société en nom collectif la fabrique pour en faire une entreprise florissante jusqu’au début du XXe siècle sous le nom de l’Atelier Guilbert-Martin.
Dans le même temps, on relève qu'en 1861 à la naissance de sa fille Marguerite, il est économe à l'Assistance publique.

## La Fabrique - l'Atelier Guilbert-Martin

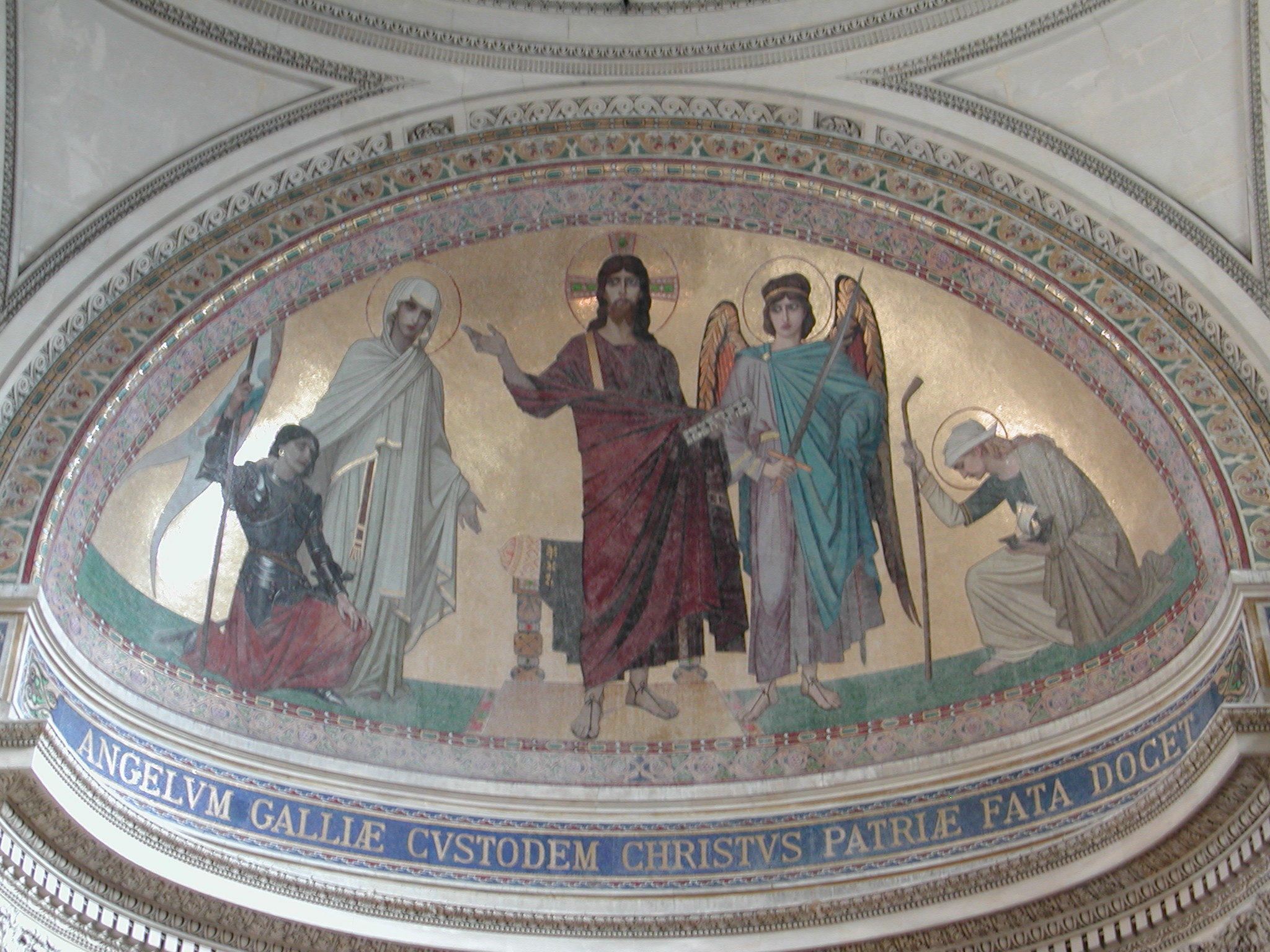
Mosaïque du cul-de-four de l'abside du Panthéon de Paris, (1875-1884), réalisée par l'Atelier Guilbert-Martin ; dessin par Ernest Hébert.

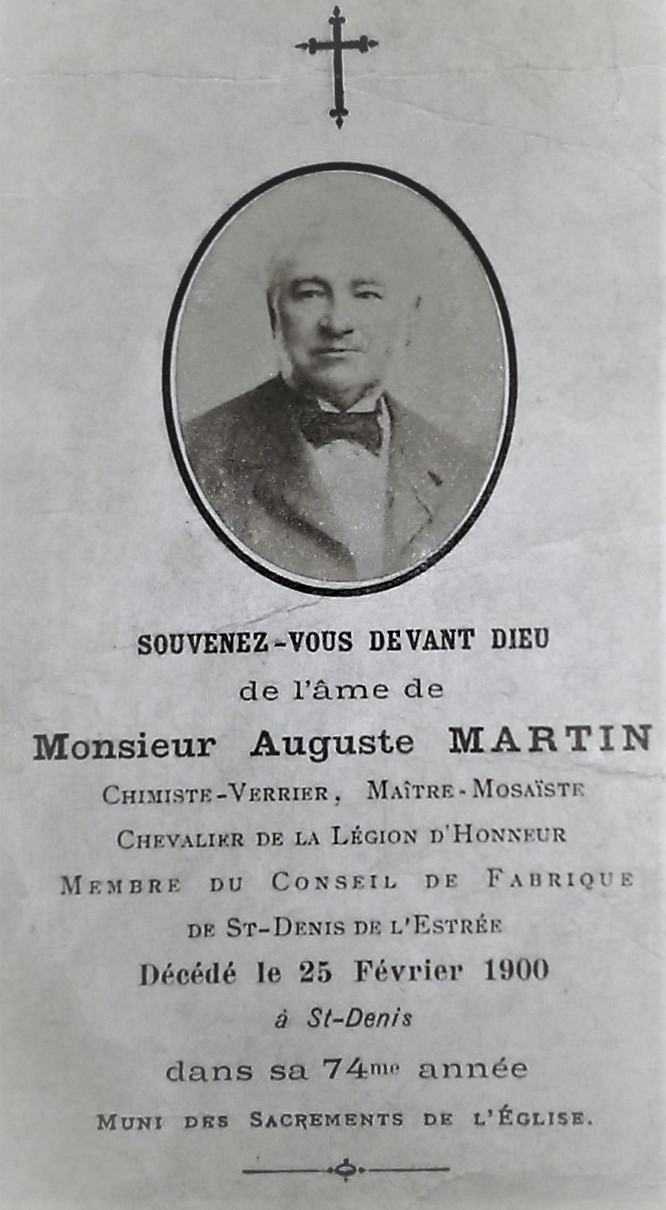

Honoré Guilbert et Auguste Martin s’associent en 1862 pour reprendre les activités d’une fabrique d’émaux située dans la commune de Grenelle (Paris) : vente d’émaux, masses de pierres fausses, tubes de verre et de cristal. Auguste Martin y ajoute l’émaillage de la tôle et de la fonte, ayant découvert un nouveau procédé suivant des recherches lancées dès 1855. La Maison Guilbert-Martin est fondée et devient une Société en nom collectif en 1866. En 1867, et en raison de l'incorporation de la commune de Grenelle à Paris effective depuis 1860, la fabrique est transférée à Saint-Denis au 275 avenue de Paris, notamment pour éviter le paiement de droits sur le charbon.
Médaille de bronze à l’Exposition universelle de Paris (1867) et lauréate de la Société Centrale des Architectes Français (1868), l’entreprise gagne en notoriété. À la mort de Honoré Guilbert en 1874, elle est en plein essor. Auguste Martin reste alors seul à la direction de la maison et décide de conserver comme nom usuel celui de Guilbert-Martin.
Ses travaux sont encore remarqués et récompensés par une médaille d’or à l’Exposition universelle de Paris (1878) où il présente un échantillonnage de mille teintes différentes. D’autres récompenses lui sont décernées tout au long de sa carrière, notamment le prix du concours pour les armes de la Ville de Paris lors de l’Exposition des Arts décoratifs de 1884.
Après plusieurs voyages en Italie et ébloui par l’art mussif, Auguste Martin a l’idée d’annexer à la verrerie une fabrique d'émaux et un atelier de mosaïstes encadrés au début par des maîtres italiens et recrutés dans les écoles de Saint-Denis. L'école de mosaïstes de l'État ayant dû fermer ses portes, Guilbert-Martin, au lieu de se borner à fournir des émaux pour les monuments comme le musée du Louvre ou le Panthéon, en assure également l'exécution de l’œuvre (1879). Parallèlement, il avait un catalogue de modèle de dallages en mosaïque et de marbres. On trouve encore dans Paris et en banlieue de nombreuses entrées d'immeubles à dallage de mosaïques, avec des encadrements floraux ou géométriques dont les marbres polychromes sont pratiquement inusables.
Il joua ainsi un rôle prépondérant dans le développement de l’art mosaïque en France et plusieurs commandes publiques apportent à la maison Guilbert-Martin succès et notoriété. Il sera également un des membres fondateurs de l’Union Centrale des Arts Décoratifs et de la Commission du Musée de Saint-Denis et trouvera malgré ses multiples occupations encore le temps de faire partie de plusieurs sociétés scientifiques et philanthropiques.
En 1882, Auguste perd son fils Charles âgé de 32 ans qui le secondait dans ses travaux. Il se retrouve alors à nouveau seul à la tête de sa maison ; son petit-fils René Martin qui reprendra le flambeau quelques années plus tard, n'avait alors que 6 ans.
Continuant ses recherches et à développer ses activités, il invente le tube « photophore » (ou « niveau photophore » breveté en 1883, la marque en 1894) pour machines à vapeur. Avant cette découverte, on utilisait pour vérifier le niveau de l'eau d'une chaudière de machine à vapeur, un simple tube en verre transparent. Si le niveau de l'eau était au-dessus de la partie supérieure du tube ou en dessous de sa partie inférieure, il était très difficile de le remarquer et des accidents graves pouvaient en résulter. Auguste Martin imagina un tube sur lequel un mince filet rouge était encadré de deux bandes blanches. Lorsqu'il n'y avait pas d'eau dans le tube, le filet rouge par suite d'un phénomène de réfraction devenait cinq fois plus large et rendait l'observation facile et sans danger d'erreur.
Une nouvelle usine est construite et inaugurée en 1887 au 20 rue Génin à Saint-Denis en bordure du canal Saint-Denis. Elle fait travailler à cette époque 120 ouvriers et devient le fournisseur de l’Atelier national de mosaïques à Sèvres. Auguste Martin y a aussi sa résidence principale.
Auguste Martin est fait chevalier de la Légion d'honneur par un décret du 29 octobre 1889. 
L’atelier réalise entre autres : la mosaïque qui décore le cul-de-four de l'abside du Panthéon de Paris ; la mosaïque du cul-de-four de l’église de la Madeleine ; les mosaïques de style byzantin de la crypte du tombeau de Louis Pasteur, à l'Institut Pasteur en 1896 ; les mosaïques de l’Opéra-Comique en 1898.
La dernière réalisation entreprise par Auguste Martin sera la décoration par une frise de 75 mètres de longueur (d’après les dessins de Louis Édouard Fournier) de la façade du Grand Palais,(avenue Winston Churchill), construit pour l’Exposition Universelle de Paris en 1900. Il remporte à cette occasion un grand-prix mais meurt avant la remise des récompenses. En ce qui concerne cette mosaïque, voici ce qu'écrivait en décembre 1899, dans l'encyclopédie du siècle, Monsieur E. Baumgart :
« Monsieur Édouard Fournier trouvait d'ailleurs en M. Guilbert-Martin un collaborateur précieux, car celui-ci avec son expérience consommée devait être pour lui un guide sûr et un interprète infaillible - De cette collaboration sera née une œuvre décorative appelée à compter dans la rénovation de la mosaïque d'art en France qui n'aurait pas survécu à la suppression de notre école nationale organisée en 1876 à la manufacture de Sèvres d'où elle fut transférée en 1879 au Panthéon si M. Guilbert-Martin n'avait pas recueilli les épaves de cette école et repris en mains la cause d' un art qui semblait condamné encore une fois à disparaître en France... Après les travaux importants que nous devons déjà aux ateliers de Saint-Denis, entre autres, les mosaïques du Louvre, du Panthéon, de N.D de Fourvière de Lyon, de l'Institut Pasteur, de la Madeleine, la grande frise du Palais des Arts sera certainement classée parmi les œuvres décoratives les plus intéressantes de notre époque... »
Auguste meurt le 25 février 1900 en son domicile au 20 rue Génin à Saint-Denis des suites d'une grippe (influenza). Il est alors inhumé au cimetière de Saint-Denis. Pour continuer l'exploitation de l'usine, ses héritiers se constituèrent en société sous la raison sociale « René Martin et Cie ». Son petit-fils René qui travaillait avec lui depuis plusieurs années et qui était au courant de tous les secrets de fabrication fut nommé directeur. Il avait 24 ans et venait d'épouser le 1er février 1900, Marie-Louise Simon-Girard, fille de Simon-Max, artiste lyrique, chanteur d'opérette et de Juliette Simon-Girard, cantatrice.
Il poursuivra l'exécution de grandes mosaïques décoratives telles que celles de la coupole de la chapelle de la Vierge de la basilique du Sacré-Cœur de Montmartre et de la basilique Notre-Dame de Fourvière à Lyon (1901 à 1920), pour lesquelles il aura mis au point nombre de formules nouvelles, afin d'assurer la réalisation fidèle des « cartons » des peintres.